# Tony Sarg
Tony Sarg (* 21. April 1880 in Cobán, Guatemala; † 17. Februar 1942; eigentlich Anthony Frederick Sarg) war ein deutsch-amerikanischer Puppenspieler und Illustrator. Er wurde auch als der Amerikanische Herr der Puppen und als Vater der modernen Puppenspielkunst bezeichnet.
Sarg wurde als Sohn des deutschen Konsuls Franz Karl Sarg und der englischen Marz Elizabeth Parker in Guatemala geboren. 1887 ging die Familie nach Deutschland, und Sarg trat mit 14 Jahren in eine Militärakademie ein. Mit 17 zum Leutnant befördert, gab er 1905 die militärische Laufbahn auf und siedelte nach England über, wo er mit der Amerikanerin Bertha Eleanor McGowan, die er als Touristin in Deutschland kennengelernt hatte, eine Beziehung unterhielt. Nach der Hochzeit am 20. Januar 1909 in Cincinnati kehrte das Paar nach England zurück, wo zwei Jahre später die gemeinsame Tochter Mary zur Welt kam. Bei Ausbruch des Ersten Weltkriegs zunächst in Cincinnati, ließ sich die Familie 1915 in New York City nieder; 1921 nahm Sarg die amerikanische Staatsbürgerschaft an.
Sarg, der mit Puppen aufgewachsen war und die großmütterliche Puppensammlung geerbt hatte, beschäftigte sich in seiner Freizeit zunehmend mit diesem Hobby. 1917 machte er sich als Puppenspieler selbständig. Daneben wurde er für seine humorvollen Illustrationen in Magazinen, vor allem in der Saturday Evening Post, bekannt. Er schrieb und illustrierte auch Kinderbücher, schuf sein eigenes Marionettentheater und stellte mechanisches Spielzeug her.
1928 entwarf Sarg für Macy’s Department Store, ein bekanntes Kaufhaus in New York, bis zu 40 m lange, heliumgefüllte Ballons, die Ähnlichkeit mit Tieren hatten und für die Erntedank-Parade des Kaufhauses eingesetzt wurden. Zwischen dem Erntedank- und dem Weihnachtsfest 1935 entwarf Sarg, ebenfalls für Macy’s, ein ausgetüfteltes, animiertes Schaufensterdesign mit Puppen.
Auf der Weltausstellung 1933 in Chicago, an der Sarg beteiligt war, erreichte er den Höhepunkt seiner Karriere und ein Publikum von insgesamt 3 Millionen Menschen. Mit den zunehmend konkurrierenden Puppenstudios konnte Sarg jedoch nicht mithalten und er war gezwungen, Konkurs anzumelden. 
Mitte Februar 1942 wurde Sarg, der das Buch Speaking of Operations illustriert hatte, wegen eines geplatzten Blinddarms operiert und starb 3 Wochen später an Folgen der Operation.
| Personendaten    | Personendaten                                        |
| ---------------- | ---------------------------------------------------- |
| NAME             | Sarg, Tony                                           |
| ALTERNATIVNAMEN  | Sarg, Anthony Frederick (wirklicher Name)            |
| KURZBESCHREIBUNG | deutsch-amerikanischer Puppenspieler und Illustrator |
| GEBURTSDATUM     | 21. April 1880                                       |
| GEBURTSORT       | Cobán, Guatemala                                     |
| STERBEDATUM      | 17. Februar 1942                                     |